# Омская улица (Москва)
О́мская у́лица — улица в районе Внуково (Москва, Новомосковский административный округ). Расположена между Боровским и Внуковским шоссе в жилом квартале «Внуково 2016/2017». Имеет два пересечения с Внуковским шоссе.

## Происхождение названия
Улица получила нынешнее название в конце августа 2016 года в честь 300-летия города Омск.

## Нумерация домов
Нумерация домов начинается с запада (со стороны Базовой улицы) от дома № 1, далее на восток и север до пересечения с Внуковским шоссе и снова на запад до жилого дома № 21.

## Общественный транспорт
Общественный транспорт по Омской улице пока отсутствует. Ближайшая остановка общественного транспорта «Внуковское шоссе» расположена в непосредственной близости от улицы на Боровском шоссе. После завершения реконструкции участка Внуковского шоссе планируется запуск движения общественного транспорта по Внуковскому шоссе. К Омской улице курсирует автобус № 886 от станции метро «Рассказовка» до одноимённой остановки.

### Метро
В конце августа 2018 года в 4 км от улицы открылась станция метро «Рассказовка» Солнцевской линии Московского метрополитена. В перспективе на проектируемом продлении линии от Рассказовки до аэропорта «Внуково», в 2 км от Омской улицы появятся станции метро «Пыхтино» (район пересечения Боровского шоссе и улицы Лётчика Грицевца в жилом микрорайоне «Солнцево-парк») и Внуково (на Центральной улице).